# Еразем Лорбек
Еразем Лорбек (словен. Erazem Lorbek; Љубљана, 21. фебруар 1984) је бивши словеначки кошаркаш. Играо је на позицији крилног центра.

## Каријера
Лорбек је каријеру започео у млађим категоријама Унион Олимпије. У сезони 2002/03. похађао је амерички универзитет Мичиген Стејт, али се након само годину дана вратио у Европу. За Мичиген Стејт је као новајлија постизао 6,4 поена и 3,3 скока по сусрету. Након повратка у Европу потписао је за италијански Фортитудо из Болоње, где је играо од 2003. до 2006. Иако се пријавио на НБА драфт 2004, одлучио је да одустане и да се пријави следеће сезоне. Следеће сезоне у 2. кругу (46. укупно) изабрала га је Индијана.
Лорбек је сезону 2006/07. провео на позајмици у италијанском Бенетону, одакле је стигао из шпанске Уникахе. Међутим, у фебруару 2007. договор је отпао због тога што је италијански кошаркашки савез у уговору нашао недефинисане услове о кршењу прописа. Лорбек је уместо тога потписао за Лотоматику Рим, где је постао један од најбољих крилних центара Евролиге. У лето 2008. потписао је за московски ЦСКА. Након завршетка сезоне 2008/09. Лорбек је напустио Москву и потписао трогодишњи уговор с Барселоном. Међутим, у уговору има клаузулу да Барселону може да напусти након само две сезоне уколико на његову адресу стигне задовољавајућа понуда из НБА лиге. Барселону је напустио 2014. после пет сезона проведених са клубом.

## Успеси

### Клупски
- Фортитудо:
  - Првенство Италије (1): 2004/05.
  - Суперкуп Италије (1): 2005.
- Бенетон Тревизо:
  - Куп Италије (1): 2007.
- ЦСКА Москва:
  - Првенство Русије (1): 2008/09.
  - ВТБ јунајтед лига (1): 2008.
- Барселона:
  - Евролига (1): 2009/10.
  - Првенство Шпаније (3): 2010/11, 2011/12, 2013/14.
  - Куп Шпаније (3): 2010, 2011, 2013.
  - Суперкуп Шпаније (3): 2009, 2010, 2011.
- Олимпија Љубљана:
  - Првенство Словеније (1): 2017/18.

### Појединачни
- Звезда у успону Евролиге (1): 2004/05.
- Идеални тим Евролиге - прва постава (1): 2011/12.
- Идеални тим Евролиге - друга постава (2): 2008/09, 2009/10.
- Најбоља петорка Првенства Шпаније (2): 2009/10, 2011/12.
- Најкориснији играч финала Првенства Шпаније (1): 2011/12.
- Најкориснији играч Европског првенства до 18 година (1): 2002.
- Најкориснији играч Европског првенства до 20 година (1): 2004.

### Репрезентативни
- Европско првенство до 20 година:  2004.

## Скорашње везе
- Профил на сајту Евролиге
- Профил на сајту Фибе